# Glochidion brothersonii
Glochidion brothersonii är en emblikaväxtart som beskrevs av Jacques Florence. Glochidion brothersonii ingår i släktet Glochidion och familjen emblikaväxter. Inga underarter finns listade i Catalogue of Life.